# Saracha guttata
Saracha guttata là loài thực vật có hoa trong họ Cà. Loài này được (Miers) Miers miêu tả khoa học đầu tiên năm 1853.